# ゼニイシ
ゼニイシは大型の有孔虫で、サンゴ礁の浅い海に普通に見られる。扁平な円盤状の形態から銭石の名がある。同じく有孔虫で名前は似るが貨幣石とは別。また、ウミユリ類の茎がバラバラになった化石を銭石と言うこともある。

## 概説
ゼニイシ（銭石、Marginopora）は海洋に生息する有孔虫の一種である。炭酸カルシウムからなる扁平な円盤状の殻を形成し、成熟個体の直径は 1cm を超えるなど単細胞生物としては大型の部類に入る。
殻の中には細胞質があり、生体は殻の穴から糸状仮足を伸ばして海中の海藻や海草に付着し、これらの表面の有機物や微細藻類を摂食して生活している。他の多くの有孔虫と同様にゼニイシも共生藻を持っており、その光合成産物も利用しているとされる。ゼニイシは温暖な環境を好み、日本近海では沖縄県近海に見られる。同じ大型有孔虫であるバキュロジプシナやカルカリナ（星の砂を参照）と同様、サンゴ礁が広がる地域に多い。

## 共生藻
ゼニイシに共生しているのは渦鞭毛藻である Gymnodinium rotundatum や Symbiodinium （褐虫藻）である。これらの共生藻はゼニイシの細胞質中に大量に存在しており、そのため生きているゼニイシは薄い褐色ないしは緑黄色を帯びている。これらの共生藻は健常なゼニイシでは細胞全体に分布しているが、海水温の上昇などのストレスに晒された場合、ゼニイシの周辺部分から順に脱落してしまうことが知られている。

## 生殖
ゼニイシでは無性生殖と有性生殖の両方が知られているが、通常は無性生殖が主である。無性生殖で生じた個体を顕球型個体（megalospheric form）、有性生殖で生じた個体を微球型個体（microspheric form）と呼ぶ。ゼニイシは円盤の中心に初室（proloculus）を持ち、そこから同心円状に室を形成して殻を発達させてゆく。成熟した個体は殻の周縁部分にやや大きな生殖室を形成し、ここで無性生殖が行われる。